# Andlau (Adelsgeschlecht)

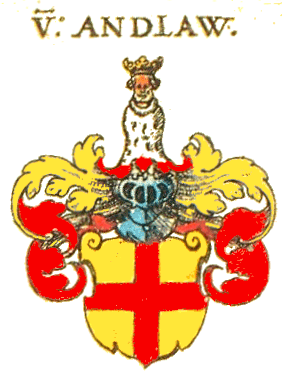
Wappen derer von Andlau aus Siebmachers Wappenbuch

Andlau (auch Andlaw) ist der Name eines alten unterelsässischen Adelsgeschlechts. Die Familie gehörte zu den vier Erbrittergeschlechtern des Heiligen Römischen Reiches.
Andlau, der namengebende Stammsitz des Geschlechts, ist heute eine Gemeinde in der französischen Region Grand Est im Département Bas-Rhin. Eine Nebenlinie derer von Andlau sind die Grafen von Berckheim.

## Geschichte

### Herkunft

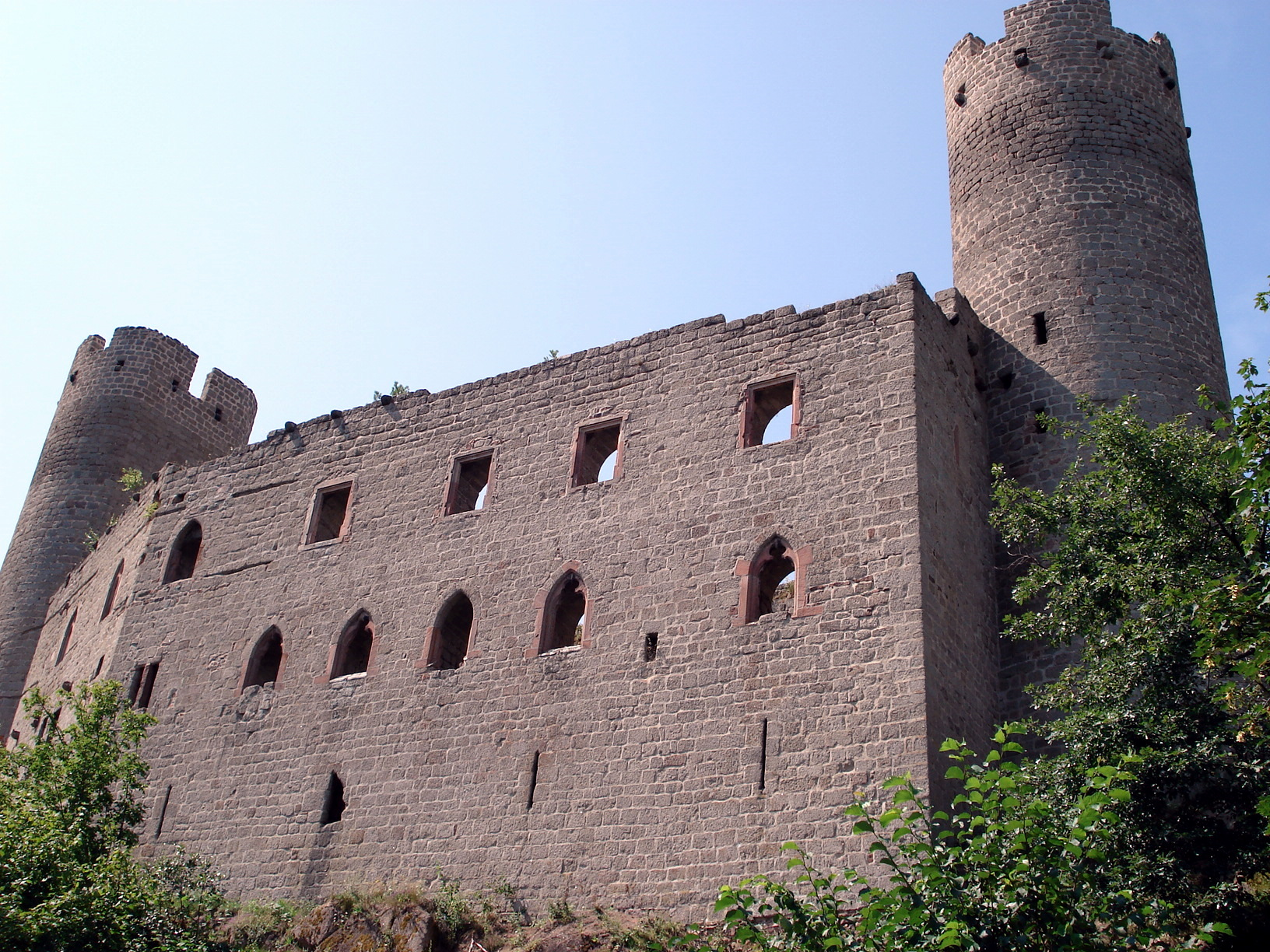
Burg Hoh-Andlau, neben der älteren Thalburg Stammsitz der Familie

Erstmals urkundlich erwähnt wird die Familie im Jahre 1144 mit Otto, bischöflich-straßburger Vicedominus der Abtei Andlau, der noch ohne Nachnamen genannt wird. 1150 erscheint er gesichert in einer Urkunde als Otto de Andelahe im Besitz des erblichen Schultheißenamtes der Abtei. In den Jahren 1163–1179 treten dann Eberhard und Gerhard von Andelo urkundlich auf.
Der Stammsitz des Geschlechts war eine vom Kaiser zu Lehen erhaltene Burg in der Stadt Andlau nahe Barr im Unterelsass, die so genannte Thalburg. Zwischen 1246 und 1264 errichteten die Herren von Andlau auf einem Berg über der Stadt die Burg Hoh-Andlau, die bis zur französischen Revolution in Familienbesitz blieb. Ihre eindrucksvolle zweitürmige Ruine ist noch heute vorhanden.

### Linien und Besitzungen
Eine Zweiglinie des schon früh stark verbreiteten Geschlechts erbaute sich um 1200 eine Burg in Mittelbergheim bei Andlau und nahm den Namen von Bergheim an. Die Nachkommen dieser Linie waren die späteren Freiherren und Grafen von Berckheim. Sie führten das Andlausche Stammwappen weiter.
Walter von Andlau erbte 1418 von seinem Schwiegervater Hartung vom Haus die Herrschaft Butenheim mit dem Schloss Bellingen. Ferner gehörten Homburg und Kleinlandau zur Herrschaft. Butenheim ist eine abgegangene Ortschaft, doch behielten die Andlau Bellingen bis 1937. Die Bellinger Linie der Andlau starb 1961 aus.
Weitere Linien erwarben im Elsass unter anderem Kingersheim und Wittenheim. Um 1678 ließ sich eine Linie im Fürstbistum Basel nieder. Angehörige dieses Zweiges wurden Basler Domherren und Stiftsherren des Klosters Moutier-Grandval. Ab 1714 stellten sie vier fürstbischöfliche Landvögte zu Delsberg und Birseck bei Basel.
In Homburg erbauten die Andlau anstelle einer im 17. Jahrhundert aufgegebenen Burg ein neues Schloss. Während der französischen Revolution zog die Familie 1792 auf ihr deutsches Schloss Bellingen und das Homburger Schloss wurde geplündert und niedergebrannt; es kam danach in andere Hände und wurde wieder aufgebaut. Der Freiherr von Andlau zu Homburg, Bellingen etc. wurde am 8. Februar 1796 zum Vorsteher der Breisgauischen Ritterschaft erwählt.
Die bereits ab 1714 von den Andlau als Basler Landvögte verwaltete Burg Birseck wurde 1808 von der Familie erworben, deren dortige Linie den Beinamen von Andlaw-Birseck annahm. Der spätere großherzoglich-badische Staatsminister Conrad Karl Friedrich von Andlau-Birseck ließ um 1805 das Schloss Hugstetten bei Freiburg erbauen.
Die Linie Andlaw-Birseck ist 1917 im Mannesstamm erloschen, Hugstetten erbten die Freiherren von Mentzingen. Die Linien Andlau-Homburg und Andlau-Kleinlandau bestehen in Frankreich bis heute.

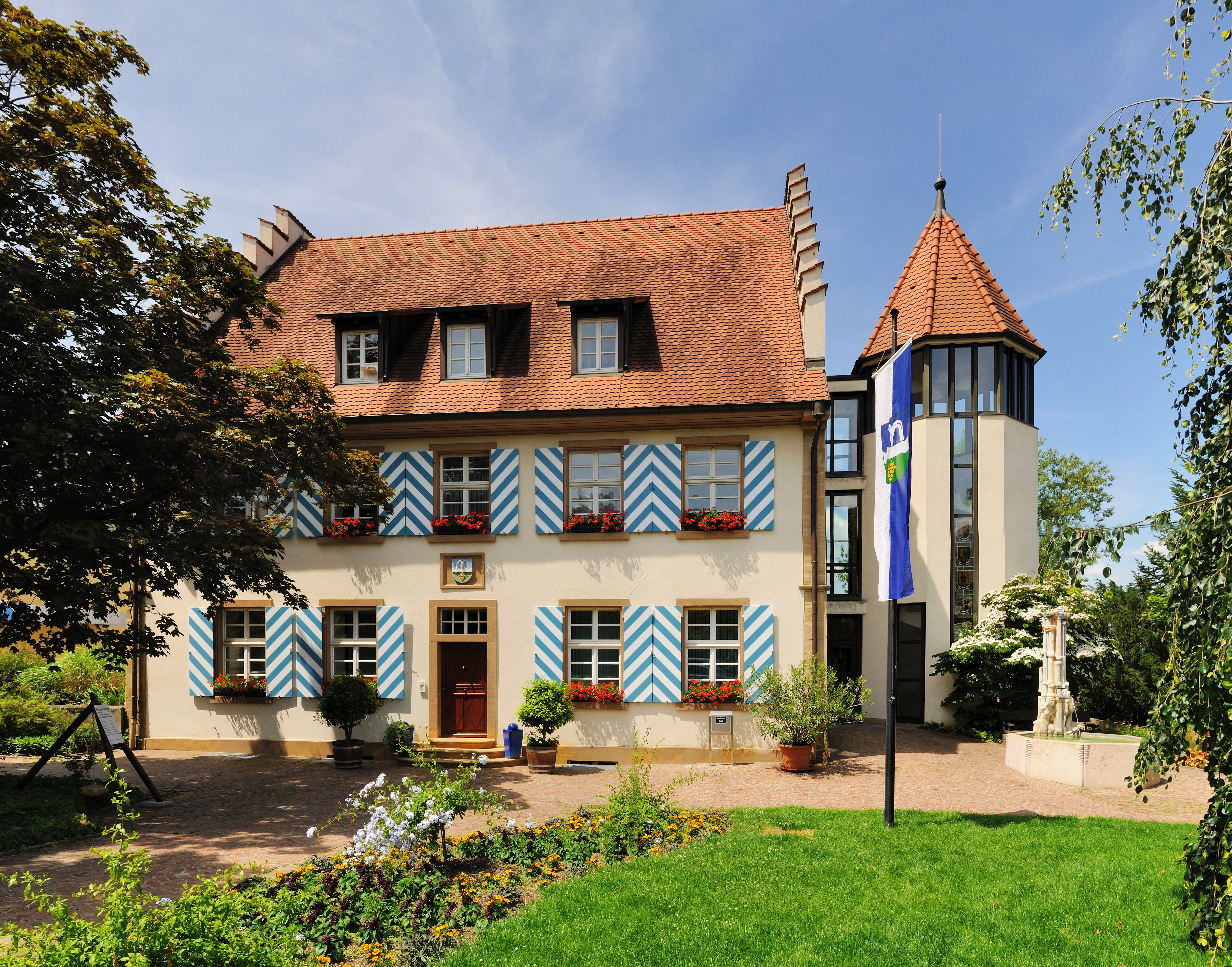
Schloss Bellingen
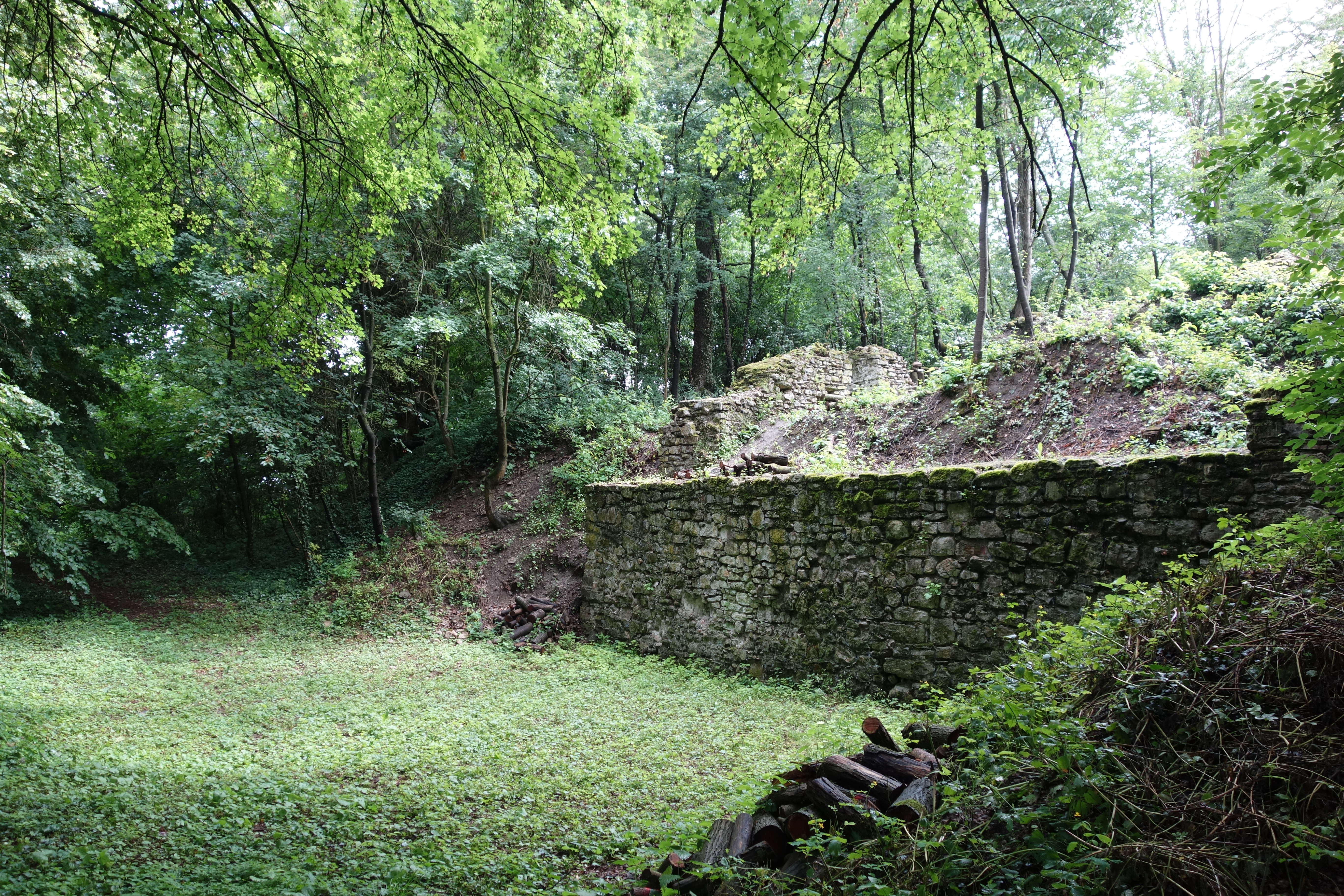
Ruine des Schlosses Butenheim (vor 1772 zerstört)
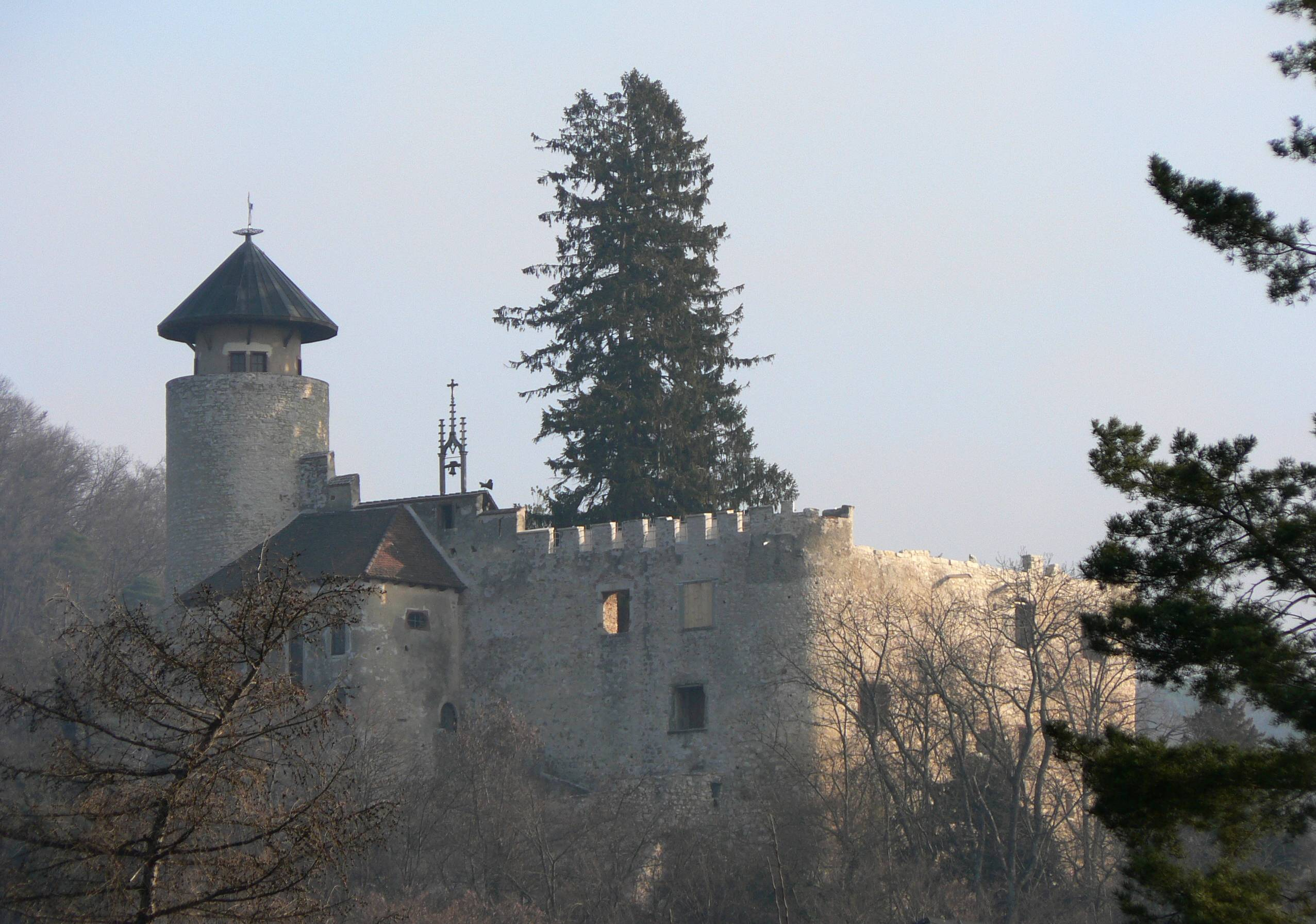
Burg Birseck
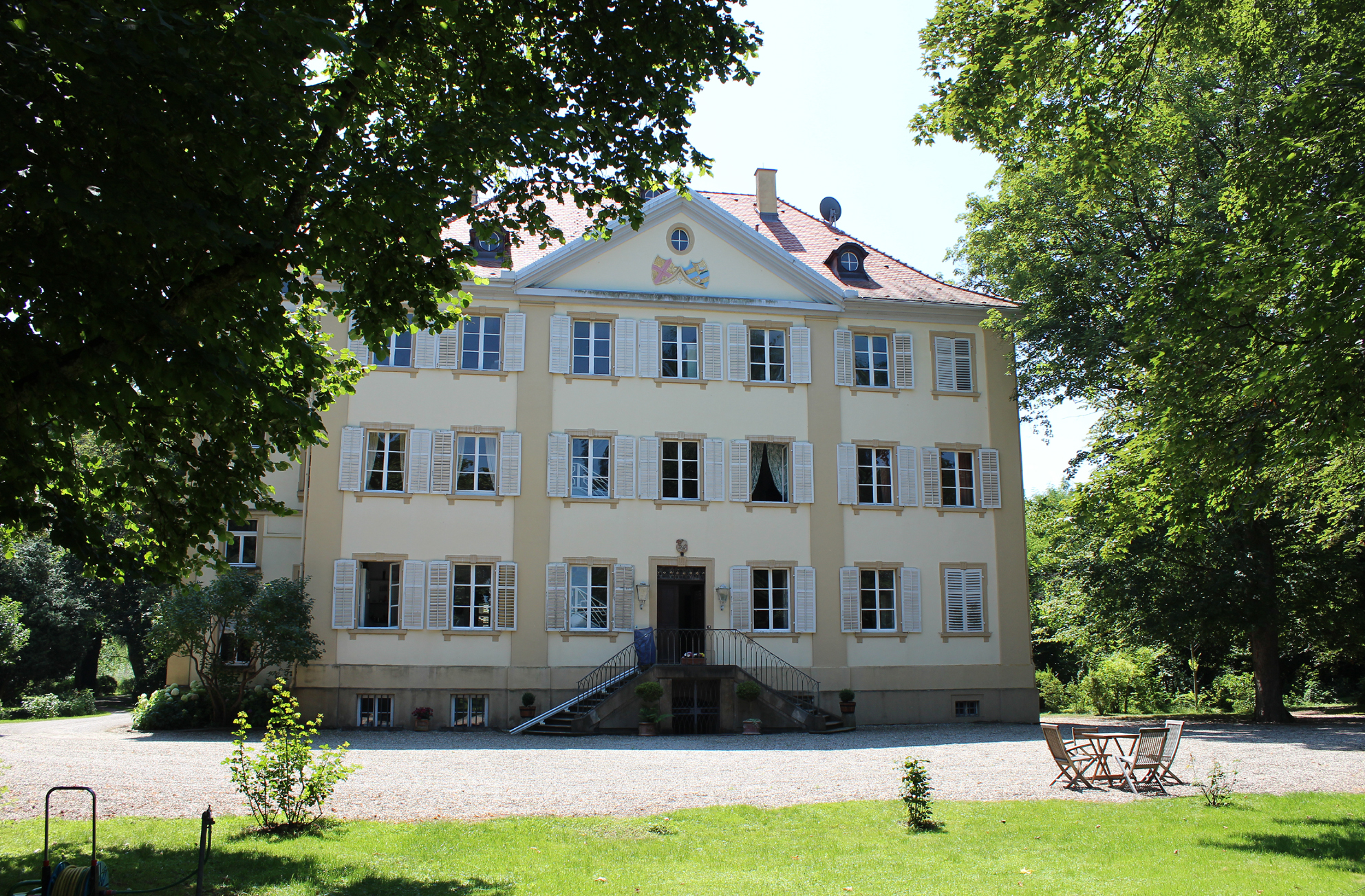
Schloss Hugstetten

### Standeserhebungen
Bereits ab 1356 führte der Familienälteste den Titel „Erster der vier Erbritter des Heiligen Römischen Reiches“, der von Kaiser Karl V. 1550 bestätigt wurde.
1458 wurden die Herren von Andlau Mitglieder der Vorderösterreichischen Ritterschaft und 1547 in der Unterelsässischen Reichsritterschaft immatrikuliert. In der Folge gehörten die von Andlau auch zu den Breisgauer Landständen. 1676 erhob Kaiser Leopold I. das Geschlecht in den Reichsfreiherrenstand. 1773 erfolgte durch Ludwig XV. eine französische Bestätigung des Baronats für die Gesamtfamilie. Die Linien Andlau-Kleinlandau und Andlau-Homburg wurden 1750 in den französischen Grafenstand aufgenommen, das im gleichen Jahr in den badischen Markgrafschaften anerkannt wurde. Hubert Josef von Andlau erhielt 1815 das erbländisch österreichische Grafendiplom. Eine Anerkennung zur Führung des Freiherren und Grafentitels im Großherzogtum Baden erfolgte am 22. August 1817.

## Wappen
Das Stammwappen zeigt in Gold ein rotes Kreuz. Auf dem bekrönten Helm ist ein rotbekleideter Königsrumpf mit Hermelinkragen bzw. ein armloser gold-gekrönter hermelin-gekleideter Mannesrumpf. Die Helmdecken sind rot-golden.

## Namensträger
- Bartholomäus von Andlau (* um 1400, † 1476), Fürstabt von Murbach
- Gunther von Andlau († 1170), Abt von Kloster St. Blasien
- Georg von Andlau († 1466), Basler Dompropst, erster Rektor der Universität Basel
- Peter von Andlau (lateinisch Petrus de Andlo; * um 1420, † 1480), elsässischer Jurist
- Hartmann von Andlau (* um 1450; † zwischen 1517 und 1524), Basler Bürgermeister
- Arbogast von Andlau (* 1550; † 1612), Großprior des deutschen Johanniterordens
- Benedikt Anton Friedrich von Andlau-Homburg (* 1761; † 1839), Fürstabt von Murbach und Domkapitular in mehreren Diözesen
- Conrad Karl Friedrich von Andlau-Birseck (* 1766; † 1839), badischer Staatsminister
- Franz Xaver von Andlaw-Birseck (* 1799; † 1876), badischer Diplomat
- Heinrich Bernhard von Andlaw-Birseck (* 1802; † 1871), badischer Staatsmann
- Gaston Hardouin Andlau (* 1824; † 1894), französischer General
- Karl Maria von Andlau-Homburg (* 1865; † 1935), Jesuitenpater, Vertrauter des Kaisers Karl I. von Österreich
- Hubert Franz Maria von Andlau-Homburg (* 1868; † 1959), Gutsbesitzer und Politiker